# Ralph-Johannes Lilie
Ralph-Johannes Lilie (Hamburg, 30 de desembre del 1947 és un bizantinista alemany.
Completà els estudis secundaris a la Sankt-Ansgar-Schule de la seva ciutat natal. El 1968 començà a estudiar Filologia i Història Clàssiques a la Universitat d'Hamburg, formació que seguiria amb Estudis Bizantins a la Universitat de Múnic. El 1975 es doctorà en Estudis Bizantins amb una tesi dirigida per Hans-Georg Beck, Die byzantinische Reaktion auf die Ausbreitung der Araber. Studien zur Strukturwandlung des byzantinischen Staates im 7. und 8. Jahrhundert ('La reacció bizantina a l'expansió dels àrabs. Estudis sobre la transformació estructural de l'Estat bizantí als segles vii i viii'). Entre el 1976 i el 1978 fou becari del Centre Alemany d'Estudis Venecians.
Des del 1978 fins al 1984 fou assistent científic de Paul Speck en el seminari Bizantí-Neohel·lènic de la Universitat Lliure de Berlín. El seu treball d'habilitació se centra en el desenvolupament de les seves relacions polítiques i econòmiques de les repúbliques marítimes des dels seus inicis fins a la Quarta Croada. Obtingué l'habilitació el 1982/1983. Els resultats d'aquesta obra foren publicats el 1984 sota el títol Handel und Politik zwischen dem byzantinischen Reich und den italienischen Kommunen Venedig, Pisa und Genua in der Epoche der Komnenen und der Angeloi (1081–1204). Entre el 1984 i el 2005 fou professor extraordinari a la Universitat Lliure de Berlín. Des del 1992 fins al 2013 fou director del projecte Prosopographie der mittelbyzantinischen Zeit (PmbZ) a l'Acadèmia de les Ciències de Berlín i Brandenburg, refundada el 1994.
Lilie és un dels principals experts en la dinastia dels Comnens. Les seves obres de recerca sobre l'Imperi Romà d'Orient i les croades són conegudes internacionalment. Ha estudiat sistemàticament la política romana d'Orient envers els croats des de l'inici d'aquest període fins als fets del 1204. Byzantium and the Crusader States (1993) es considera una obra de referència. Ha escrit diversos llibres, incloent-hi: Byzanz: Kaiser und Reich (1994), Byzanz: Das Zweite Rom (2003), Byzanz und die Kreuzzüge (2004) i Einführung in die byzantinischen Geschichte (2007). La seva breu introducció a la història de l'Imperi Romà d'Orient entre el 326 i el 1453, publicada originalment el 1999, sortí en sisena edició el 2014. És un dels llibres més llegits del món germanòfon sobre l'Imperi Romà d'Orient. Fundà la nova sèrie Berliner Byzantinistischen Studien, que inclou Byzanz unter Eirene und Konstantin VI. (782–802). Està casat amb la medievalista Marie-Luise Favreau-Lilie.

## Obres
- Die byzantinische Reaktion auf die Ausbreitung der Araber. Studien zur Strukturwandlung des byzantinischen Staates im 7. und 8. Jahrhundert. Institut de Filologia Bizantina i Neohel·lènica de la Universitat de Múnic, 1976.
- Byzanz und die Kreuzfahrerstaaten. Studien zur Politik des Byzantinischen Reiches gegenüber den Staaten der Kreuzfahrer in Syrien und Palästina bis zum 4. Kreuzzug (1096–1204) (= Poikila Byzantina. Volum 1). Fink, Múnic, 1981, ISBN 3-7705-2042-4.
- Handel und Politik zwischen dem byzantinischen Reich und den italienischen Kommunen Venedig, Pisa und Genua in der Epoche der Komnenen und der Angeloi (1081–1204). Hakkert, Amsterdam 1984, ISBN 90-256-0856-6.
- Byzanz. Kaiser und Reich. Böhlau, Colònia i altres. 1994, ISBN 3-412-00394-8.
- Byzanz unter Eirene und Konstantin VI. (780–802) (= Berliner Byzantinistische Studien. Volum 2). Peter Lang, Frankfurt del Main i altres. 1996, ISBN 3-631-30582-6.
- Byzanz. Geschichte des oströmischen Reiches 326–1453 (C. H. Beck Wissen). C. H. Beck, Múnic, 1999, ISBN 3-406-41885-6 (6a edició, actualitzada, C. H. Beck, Múnic, 2014, ISBN 978-3-406-41885-3).
- Byzanz. Das zweite Rom. Siedler, Berlín 2003, ISBN 3-88680-693-6.
- Byzanz und die Kreuzzüge. Kohlhammer, Stuttgart 2004, ISBN 3-17-017033-3.
- Einführung in die byzantinische Geschichte. Kohlhammer, Stuttgart 2007, ISBN 978-3-17-018840-2.

A totes aquestes obres cal afegir-hi articles i assajos sobre la història romana d'Orient, així com diverses col·laboracions i contribucions editorials en el marc de la Prosopographie der mittelbyzantinischen Zeit.